# Glyptostrobus europaeus
Glyptostrobus europaeus è una specie estinta di conifere appartenente alla famiglia delle cupressaceae, rinvenuta come fossile per tutto l'emisfero settentrionale. L'unica specie vivente di Glyptostrobus (Glyptostrobus pensilis) è stata descritta dalla Cina nel 1926. Il nome del genere deriva dal greco "glypto" che significa scanalato o intagliato, e "strobilus" che significa cono.  Il nome della specie "europaeus" si riferisce al fatto che è stato descritto per la prima volta dall'Europa.

## Storia
Resti fossili di glyptostrobus sono stati descritti per la prima volta come Taxodium europaeus da Adolphe-Théodore Brongniart nel 1833 e poi riassegnato al genere Glyptostrobus nel 1855 da Oswald Heer. La divisione dei reperti fossili del genere in un certo numero di altre specie è considerata da alcuni basata su "criteri molto inaffidabili". Infatti, è stato affermato che il fossile Glyptostrobus non sembra differire in modo significativo dalla specie vivente ed "è possibile che l'albero ora sull'orlo dell'estinzione in Cina sia la specie terziaria immutata".

## Descrizione

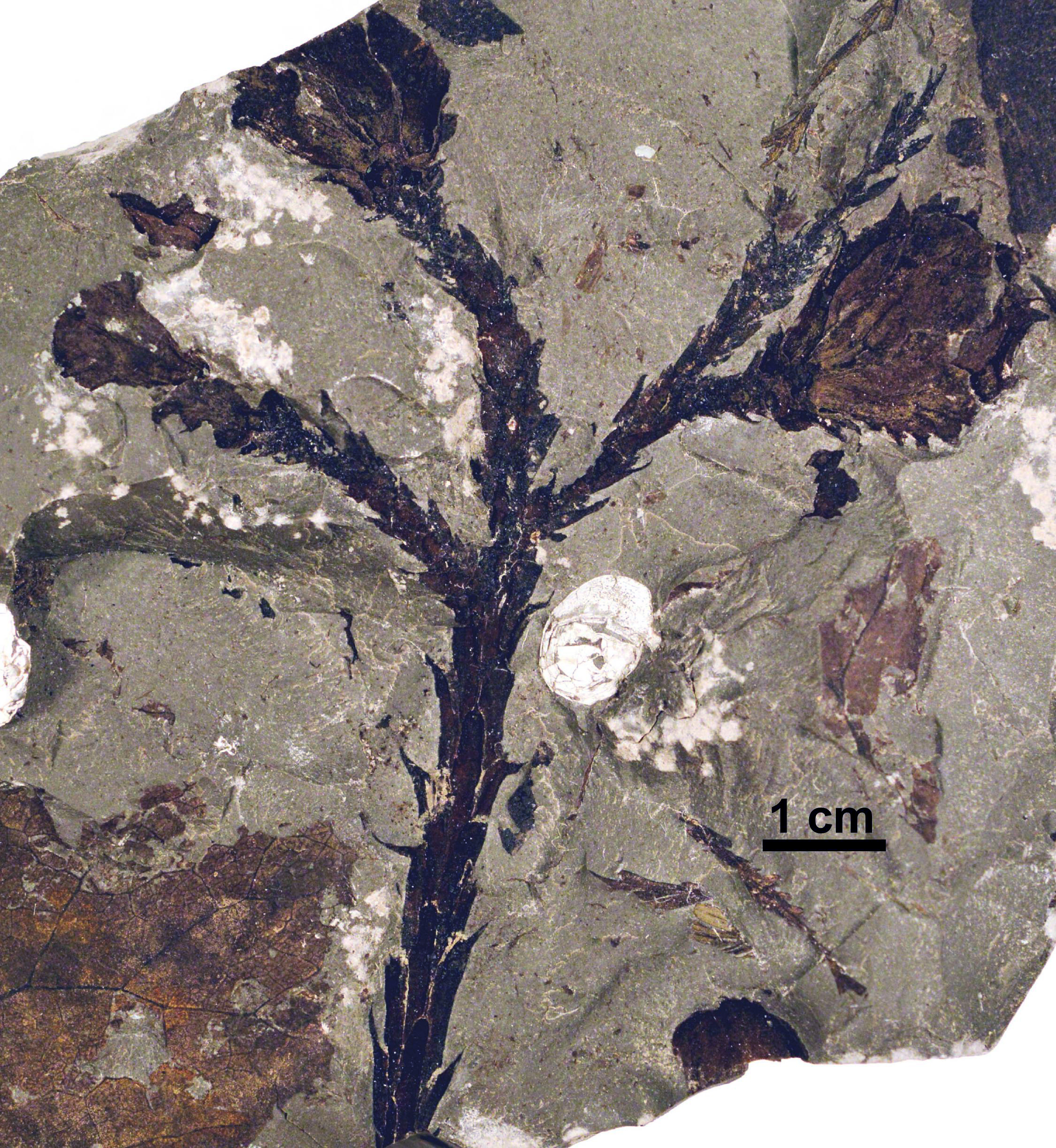
Strobili femminili di G. europaeus rinvenuta nella formazione di Paskapoo.

Come il Glyptostrobus vivente, G. europaeus era deciduo e perdeva i suoi ramoscelli stagionalmente.  Portava foglie di tre tipi, cupressoide (a forma di squama), criptomeroide (a forma di ago) e tassodioide (piatte e oblunghe), oltre a due tipi di transizione (cripto-cupressoide e cripto-taxodioide).. Tutte erano disposte a spirale, ma alcune erano attorcigliate alla base così da disporsi in due file orizzontali.  I coni che portavano semi, erano piriformi (a forma di pera) e lunghi fino a 20 cm e larghi 10 cm. Erano costituiti da scaglie legnose imbricate (sovrapposte) di forma approssimativamente triangolare e portate terminalmente su brevi ramoscelli con foglie simili a scaglie. I semi erano lunghi fino a 13 mm e larghi 7 mm, alati e triangolari a forma di ascia.  I coni portatori di polline erano piccoli e globosi, lunghi fino a 3 cm e larghi 3 cm. Erano costituiti da scaglie a punta acuta, incurvate, imbricate ed erano portate su brevi ramoscelli disposti alternativamente con foglie simili a scaglie.

## Distribuzione
Resti di Glyptostrobus si trovano in sedimenti del primo Cretaceo (stadio Aptiano) fino al pleistocene in Europa, Groenlandia, Nord America e Asia.  Per tutto il periodo terziario il Glyptostrobus era una componente importante delle foreste settentrionali nelle zone pianeggianti e paludose, dove in molti luoghi coesisteva con la Metasequoia occidentalis.